# NKドゥブラヴァ・ザグレブ
NKドゥブラヴァ・ザグレブ（NK Dubrava Zagreb）は、クロアチアのザグレブをホームタウンとするサッカークラブである。

## 歴史
1945年にNKドゥブラヴァ (NK Dubrava) として創設された。1950年1月にアクティヴァ・アウトレモントノグ・ザヴォダと合併してレモント＝ドゥブラヴァ (Remont-Dubrava) に改称、同年4月にはサオブラチャイ (Saobraćaj) に改称された。1953年8月に解散したが、同年12月19日に再創設され、ザグレブのリーグに参加した。
ドルガHNL・北地域で優勝し、1993-94シーズンにプルヴァHNLに所属したが1シーズンで降格した。
2010-11シーズンにチェトヴルタHNL・中央地域で優勝し、トレチャHNLに昇格した。
2015年にティム・カベルがスポンサーになり、NKドゥブラヴァ・ティム・カベル (NK Dubrava Tim Kabel) に改称された。

## 獲得タイトル
- ドルガHNL：1回
  - 1992-93